# Judas Priest
Judas Priest (Джу́дас Пріст) — британський хеві-метал-гурт, утворений 1969 року в Бірмінгемі.
Попри інноваційне та новаторське зібрання творів в другій половині 1970-х, у гурту були слабко спродюсовані альбоми, часті зміни барабанщиків і він не мав комерційного успіху. 1980 року в альбомі British Steel вони спростили звучання, що допомогло їм досягти статусу рок-зірок першої величини.
1990 року, з новим барабанщиком Скоттом Тревісом, гурт видав альбом Painkiller, який отримав дуже добрі відгуки критиків. 1996 року решта учасників гурту вирішила продовжити з новим вокалістом Томом «Ripper» Овенсом, записавши альбоми Jugulator (1997), Demolition (2001), і два концертні альбоми.
Станом на 2015 рік гурт продав понад 45 мільйонів альбомів.

## Історія гурту

### Ранні роки (1969—1974)
Історія Judas Priest нерозривно пов'язана з іменами двох її засновників — Кеннета Даунінга та Ієна Гілла, шкільних приятелів, які захоплювалися грою на гітарі, але дізналися про музичні уподобання один одного лише після смерті їх спільного кумира Джимі Гендрікса. Друзі вирішили разом створити музичний колектив, запросивши на місце барабанщика ще одного шкільного приятеля — Джона Елліса. Незабаром тріо «прогресивного блюзу», як вони самі визначили свій стиль, стало до репетицій у старій школі, яку місцевий вікарій перетворив на репетиційну базу, здаючи гуртам класні кімнати за помірну плату — 5 шилінгів на день.
Школа називалася «Святий Джо» (англ. Holy Joe's), і гурт Кеннета та Гілла проводив у ній репетиції наступні півроку. Туди приїздив репетирувати гурт Slade, який до того часу вже випустив кілька вдалих платівок. Одну з репетицій випадково відвідав Алан Аткінс, досить відомий у тамтешніх колах вокаліст, який забажав приєднатися до гурту. Аткінс добре грав на барабанах, гітарі, писав пісні. Саме він і запропонував гурту назву «Judas Priest», яку взяв у свого попереднього гурту з Бірмінгема, своєю чергою названого по імені персонажа з пісні Боба Ділана «The Ballad of Frankie Lee And Judas Priest». Але бірмінгемський Judas Priest проіснував усього кілька місяців і розпався після того, як їх гітарист наклав на себе руки. Той гурт був відомий і Даунінгу, який одного разу ходив туди на прослухування (щоправда, невдало). За згоди решти учасників старого гурту новий квартет узяв назву Judas Priest. Гурт відзначив свій день народження першим концертом, який відбувся 16 березня 1971 року в залі «Сент Джонз Голл» в місті Ессінгтон. У залі було не більше 70 слухачів, але новачків зустріли добре, що дозволило гурту того вечора заробити 6 фунтів стерлінгів.
Після виступу в Ессінгтоні Judas Priest став досить відомим в місцевих рок-колах. Однак заробляти на життя грою в клубах учасникам групи не вдавалося. Йти ж на звичайну роботу вони не вважали можливим, оскільки не залишалося б часу на репетиції. Кеннет Даунінг, який давно розірвав стосунки зі своєю сім'єю, півтора року отримував допомогу з безробіття, Йен Хілл зрідка отримував гроші від матері, а барабанщик Джон Елліс продовжував щодня ходити на іншу роботу. До жовтня 1971 року, коли Judas Priest стали давати більше концертів, йому довелося вибирати між участю в гурті та роботою. 6 жовтня 1971 року Джон вийшов на сцену останній раз.
До кінця року його заміняв Алан Мур, який потім подався до гурту Sundance, і на зміну йому на початку 1972 року прийшов музикант Кріс Кемпбелл. До цього часу колектив не лише «розігрівав» виступи таких команд, як Status Quo та Thin Lizzy, але вже й сам запрошував до себе на «розігрів» молоді гурти, серед яких був, наприклад, Magnum. Гурт став давати концерти все далі від дому: в Ліверпулі, Манчестері та Лондоні. Однак перший виступ у столиці розчарував учасників Judas Priest — вони виступали в пабі перед досить байдужою до року публікою. Проблема з грошима залишалася, і ще два учасники гурту, Алан Аткінс і Кріс Кампбелл, залишили Judas Priest. Залишившись удвох, гітарист Кей Кей Даунінг та басист Ієн Гілл постали перед вибором: або шукати нових музикантів або розпускати гурт.
Вирішення питання прийшло несподівано. У дівчини Даунінга, Карол Гайлз, була подруга Сью Гелфорд, до якої залицявся басист Ієн Гілл. Гілл і Даунінг розповіли про ситуацію з гуртом і Сью запропонувала на роль вокаліста свого брата, Роберта Гелфорда. У невеликій квартирі на околиці Бірмінгема двоє учасників Judas Priest зустрілися з Робом. Під час зустрічі з'ясувалося, що у них спільні музичні інтереси та пристрасті. Коли мова зайшла про барабанщика, Гелфорд запропонував кандидатуру Джона Гінча, з яким він грав у своєму попередньому гурті Hiroshima. Незабаром після цієї розмови  всі четверо зібралися в школі Holy Joe й почали репетиції. Згодом Даунінг зізнався, що захотів спробувати Гелфорда як вокаліста Judas Priest після того, як почув, як той під час їх першої зустрічі підспівував пісні, що звучала на радіо у виконанні американської співачки Доріс Дей, зірки 1950—60-х років. Також Даунінг з'ясував, що Гелфорд вміє грати на губній гармоніці, що дуже цінувалося в блюзових колективах того часу. Після репетиції в Holy Joe Хелфорда й Гінча взяли до гурту.

### Прихід Гленна Тіптона.Rocka Rolla(1974)
1973 рік гурт провів переважно у виступах у різних клубах Великої Британії. Учасники гурту їздили на мікроавтобусі, самостійно вивантажували та встановлювали необхідне обладнання та розбирали його після концертів. Між концертами Кей Кей Даунінг та Роберт Гелфорд були переважно вдома, записуючи численні касети зі своїми ідеями.
Взимку 1974 року гурт вперше поїхав на гастролі за кордон, до Нідерландів. Через суворі морози і брак грошей на готель спати учасникам доводилося в гастрольному автобусі. Наприкінці березня Judas Priest подалися до Норвегії. Там гурт отримав звістку, що невелика звукозаписна фірма Gull Records бажає укласти з Judas Priest контракт. Контракт був підписаний у Лондоні 16 квітня 1974 року. Він давав гурту можливість записати свій перший альбом, однак, згідно з його умовами, Judas Priest було необхідно знайти другого гітариста. На думку представників Gull, включення до гурту ще одного гітариста було б вдалим комерційним ходом, оскільки майже всі рок-колективи того часу мали стандартний склад з чотирьох осіб, і наявність у складі двох гітаристів була нестандартним ходом, який міг привернути до гурту увагу. Другим гітаристом став Гленн Тіптон, який до Judas Priest виступав у гурті The Flying Hat Band. Цей гурт не мав менеджера, не давав концертів і не був прибутковим. Гітарний дует Judas Priest став новаторством у виконанні металу і був згодом скопійований багатьма гуртами.
Фірма Gull найняла відомого на ті часи продюсера Роджера Бейна, який працював з Black Sabbath на початку їх кар'єри і був знаний як продюсер важкої музики. Учасники Judas Priest повністю довірилися йому і його смакам та записали свій перший альбом, названий Rocka Rolla. Він вийшов у вересні 1974 року. Проте випуск платівки обернувся розчаруванням для музикантів. Насамперед, запис на вінілі був украй тихим, хоча в студії музиканти грали «досить голосно та важко». Передбачалося, що при перенесенні стрічки на прототип пластинки рівень гучності обрізали, щоб він не виходив за межі технічних стандартів.
Іншим розчаруванням стало те, що на обкладинці альбому була зображена пробка від кока-коли з виведеною на ній назвою альбому. За ідеєю авторів, цей хід мав розширити аудиторію слухачів альбому. У фірмі Gull Judas Priest запевняли, що не варто з'являтися на світ зі штампом хеві-метал гурту. Недосвідчені музиканти погодилися на це. Однак невдача з виданням альбому компенсувалася тим, що за Judas Priest закріпилося звання концертного гурту. Перший квартал 1975 гурт виступав у Скандинавії, потім — у  Британії. В Норвегії Judas Priest знову дали концерт в тому ж клубі, після виступу в якому їм вдалося укласти контракт, і знову виступ там відіграв позитивну роль в історії колективу. Після концерту музикантів запросили на рок-фестиваль в Редінгу. Виступ на цьому фестивалі в серпні 1975 року став поворотною точкою в розвитку гурту, оскільки на неї звернули увагу журналісти британської та світової музичної преси.

### Зміна барабанщиків. Перші американські гастролі (1975—1977)
Незабаром після виступу в Редінгу Джон Гінч покинув Judas Priest. У колектив повернувся Алан Мур, який грав у гурті три останні місяці 1971 року. Осінь 1975 року Judas Priest провели в репетиціях нового матеріалу. Вже в грудні гурт вирушив в лондонську студію Rockfield Studios для запису другого альбому. Хоча бюджет, виділений для запису, був скромним, досвід, набутий музикантами під час запису першого альбому, допоміг провести запис на вищому рівні. У результаті другий студійний альбом, названий Sad Wings of Destiny, вийшов вдалим та виправдав очікування гурту. Він надійшов у продаж 23 березня 1976 року. У квітні Judas Priest вирушили у великі гастролі по Великій Британії, які закінчилися лише наприкінці червня. Sad Wings of Destiny прийняли краще, ніж його попередник, і на концертах збиралося більше людей. Однак доходи гурту не компенсували численних витрат. Щоб зберегти колектив і не втратити можливості хоча б іноді виїжджати на концерти, учасникам Judas Priest знову довелося влаштовуватися на денну роботу. Гленн Тіптон влаштувався працювати садівником, Ієн Гілл підробляв водієм, а Даунінгу пощастило знайти зовсім легку роботу, на якій, за його словами, він нічого не робив, однак отримував 15 фунтів на день. Роб Гелфорд згадував, що це був важкий час для Judas Priest, проте їх девіз був «триматися разом», і вони цьому девізу не змінили.
У 1976 році у Великій Британії відбулася «панк-революція». Оскільки панк-рок ставав все популярнішим, то виконавці, що грали хард-рок та хеві-метал, зазнали гострої критики в музичних виданнях. Judas Priest не стали винятком. Гленн Тіптон згадував, що це був важкий період для Judas Priest, оскільки «кожен довговолосий музикант, який грає важкий рок, зазнав потоку образ на друку». Однак до кінця року нові менеджери Judas Priest зуміли зацікавити велику міжнародну корпорацію CBS. Вони розірвали контракт з фірмою Gull і підписали контракт з CBS. Тепер він поширювався на весь світ. Тут же гурт розпочав репетиції, які проходили в жіночому монастирі. Тіптон згадував, що черниці, напевно, дозволили їм репетирувати там, бо думали, що Judas Priest є церковним гуртом; вони навіть запросили музикантів виступити на чаюванні в монастирському саду, проте учасники Judas Priest відмовилися. Запис нового альбому гурт розпочав у січні 1977 року, запросивши продюсером колишнього басиста Deep Purple Роджера Гловера. Барабанщик Алан Мур вдруге покинув гурт, на заміну йому прийшов сесійний музикант Саймон Філліпс. Новий лейбл та продюсер забезпечили гурту всі умови для написання якісного альбому. Ним стала платівка Sin After Sin, яка вийшла в продаж у квітні 1977 року. Незабаром після її виходу Саймон Філліпс, на превеликий жаль решти музикантів, відмовився далі брати участь у роботі колективу. На зміну йому запросили Леслі Бінкса. Після добре організованих гастролей по Великій Британії, які закінчилися в лондонському театрі «New Victoria», гурт чекала поїздка на гастролі в США. Гленн Тіптон згадував, що це здавалося гурту «подорожжю в щось нереальне». Перший американський концерт Judas Priest відбувся 17 червня 1977 року в місті Аморілла, за ним пішло безліч концертів по штату Техас та півдні США, серед яких були і два виступи на «розігріві» у Led Zeppelin.

### Stained Class,Killing MachineіUnleasned in the East(1978—1979)
Після закінчення гастролей в США гурт розпочав працювати над новим альбомом з продюсером Деннісом МакКеєм. Новий альбом Stained Class вийшов в лютому 1978 року. В альбомі Stained Class присутні елементи спід та треш-металу, пісню «Exciter» часто називають попередницею спід-метала, а самих Judas Priest після цього альбому стали називати «дідами треш-металу». Примітний і той факт, що на обкладинці альбому був представлений новий логотип гурту, який з невеликими змінами залишився у нього й досі.
На наступних гастролях Роб Гелфорд, який раніше змінював по кілька сценічних костюмів за один виступ, став з'являтися на сцені в чорному шкіряному одязі. До осені 1978 на додачу до чорного одягу в іміджі гурту з'явилися вироби з металу, в той час нехарактерні для металістів. Саме тяга Роберта до шкіри та металу надихнула одну з пісень («Hell Bent for Leather») наступного альбому Killing Machine, який вийшов у світ у листопаді 1978 року. Незадовго до виходу Killing Machine гурт вперше виступив в Японії. Від японських гастролей у колектива залишилися гарні враження. Як сингли були видані пісні «Evening Star», «Rock Forever» і «Take On the World», яка досягла 14 рядка в британському чарті.
Judas Priest були запрошені на престижну тоді щотижневу передачу Top of the Pops. Незабаром гурт вирушив в одну з телестудій BBC, щоб зняти кліпи для своїх пісень. Усього було знято дві версії «Take On the World», «Killing Machine», «Rock Forever» і «Evening Star», де скрізь Роб співав під фонограму. На сцені Гелфорд став з'являтися з батогом та іноді навіть з автоматом, з якого стріляв. Однак при записі кліпів хлистом користуватися йому заборонили у зв'язку з конфліктом з дуетом Донні та Марії Осмонд. Для американського ринку назву альбому змінили на Hell Bent for Leather, відмінністю від Killing Machine стало також включення в американську версію альбому бонус-трека «The Green Manalishi (With the Two-Pronged Crown)». Її поява в альбомі була пов'язана з тим, що американське відділення компанії CBS наполягло на тому, щоб для американського видання гурт записав кавер-версію. Це було викликано необхідністю розкрутки колективу на радіо. Було розглянуто декілька варіантів, і врешті-решт музиканти зупинили вибір на пісні «Green Manalishi» гурту Fleetwood Mac, згодом стала мало не основним хітом на альбомі.
Влітку 1979 року на кілька тижнів гурт вирушив в студію Starkling Studios, що належала Рінго Старру, для зведення концертних стрічок, накопичених під час гастролей по Японії. Спочатку цей запис японське відділення CBS Sony Records, яке звернуло увагу на величезний успіх турне, мало намір видати лише для японських шанувальників Judas Priest. Але після зведення плівок музиканти залишилися настільки задоволені результатом, що перший концертний альбом було вирішено випустити у всьому світі. Альбом Unleasned in the East вийшов у вересні 1979. Через багато років відомий рок-журналіст Джефф Бартон назве цей альбом найкращим, що характеризує гурт зразка 70-х років. Але одразу після своєї появи пластинка викликала далеко не однозначну оцінку: надто відшліфований звук викликав підозри в тому, що запис був доопрацьований в студії, вже після того як концерт відбувся.
Після виходу нової платівки гурт вирушив у десятитижневі гастролі по Америці разом з гуртом Kiss з новим барабанщиком Дейвом Голландом, який прийшов на зміну Леслі Бінксу після тривалих прослуховувань. Причина відходу Бінкса полягала в тому, що, на думку інших учасників, на концертах йому бракувало «грубої сили», хоч у студії він і працював відмінно. Після закінчення спільних з Kiss гастролей Judas Priest вирушили в турне тривалістю півтора місяця самостійно. Компанія Harley-Davidson до цього часу уклала з гуртом рекламний контракт, згідно з яким Judas Priest отримали новий мотоцикл, на якому Роб Гелфорд і став з'являтися на сцені. Останній американський концерт гурт дав 4 листопада в Нью-Йорку, який транслювався по радіо. Через кілька днів гурт вирушив на гастролі на підтримку AC/DC, які тривали до самого Різдва 1979 року.

### British SteelіPoint of Entry(1980—1981)

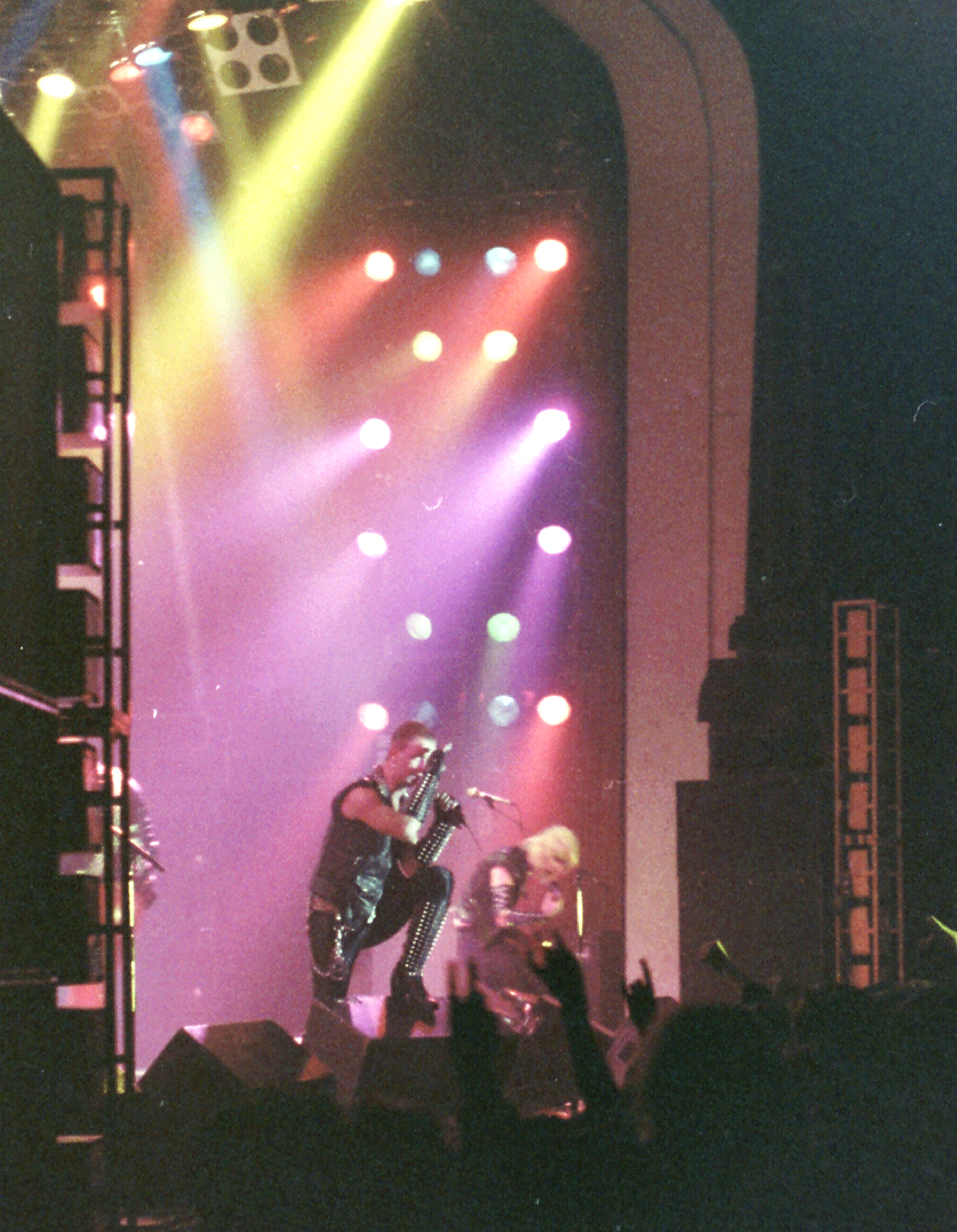
Judas Priest на концерті в Кардіффі під час World Wide Blitz Tour, 1981 рік.

До кінця 1979 року у Великій Британії стихла панк-революція і країна переживала новий сплеск захоплення хеві-металом. З'явилися перші гурти так званої «нової хвилі британського хеві-метала» (NWOBHM):— Saxon, Iron Maiden, Samson та ін.. Музична преса знову стала приділяти більше уваги цьому стилю музики.
Щоб підтримати увагу до жанру в цілому і до себе зокрема, в лютому Judas Priest знову вирушили в Starkling Studios з продюсером Томом Алломом для запису нового альбому. Назва нового альбому недвозначно вказувала на патріотизм музикантів, що підтверджував і сам Роб Гелфорд: «Ми хотіли стати інтернаціональним гуртом, що пропагує у всьому світі британську хеві-метал музику і назва альбому найкраще це показала». Одразу після запису гурт вирушив в дуже успішні гастролі. Judas Priest знову запросили виступити на телепередачі Top of the Pops, проте концерт був зірваний через погані погодні умови (музиканти були змушені дістатися до студії на гелікоптері). У квітні 1980 року в продаж надійшов новий альбом гурту, British Steel. Обкладинка альбому була дуже помітною та такою, що запам'ятовується. Кілька пісень з альбому потрапили в ефір американських та європейських радіостанцій. Вийшли сингли «Living After Midnight/Delivering the Goods» (12 рядок в британських чартах), «Breaking the Law/Metal Gods» (12 рядок) та «United/Grinder» (26 рядок). Обмежене видання синглу «Breaking the Law/Metal Gods» поставлялося зі справжнім лезом. Попри успіх на батьківщині, гуртові ще належало придбати популярність в США, без чого, за словами Гленна Тіптона, гурт проіснував би ще максимум три-чотири роки. Наприкінці квітня 1980 року Judas Priest вирушили в турне Сполученими Штатами, яке закінчилося лише наприкінці червня в Нью-Йорку. До цього часу альбом British Steel отримав статус «золотого». У серпні гурт вирушає до Англії на фестиваль Monsters of Rock в Донінгтоні, щоб виступити на одному з найвідоміших рок-фестивалів хедлайнерами.
Підходив час до запису нового альбому. Оскільки очікувався чималий прибуток, а прибутковий податок у Великій Британії був у той час дуже високий, гурт вирішив записуватися в Іспанії в гарній та недорогий студії на Ібіці. В лютому 1981 року побачив світ орієнтований переважно на американську аудиторію альбом Point of Entry, що став найсуперечливішим альбомом у дискографії класичного Judas Priest. У порівнянні з British Steel звучання стало більш м'яким, а сам матеріал експериментальнішим, часом наближеним до артроку. Зміни відбулися і в текстовому плані: за висловом Гелфорда, він втомився співати про демонів та вбивць, які були одним з кліше хеві-метала. Штампування пластинок з цим альбомом було припинено 1983 року і сьогодні вініловий варіант альбому знайти вкрай складно. Гленн Тіптон сказав, що «озираючись назад, цю платівку можна назвати „незрозумілою“». Попри відносну невдачу альбому, наступні за його виходом гастролі в США (де на розігріві у Judas Priest виступала Iron Maiden) виявилися досить успішними. Оскільки на одному з концертів попереднього американського турне Тіптон, заплутавшись у численних проводах, що перебували на сцені, впав прямо перед численною публікою, у новому турне було вирішено використовувати технічне нововведення тих років: вбудовані передавачі та радіомікрофони, які дозволяли обходитися без звичного достатку проводів та апаратури на сцені, що дивувало американських глядачів. Гастролі, що почалися в лютому, тривали до самого кінця зими. Влітку гурт знову повернувся на Ібіцу для запису чергового альбому, а в листопаді того ж року провели європейську частину турне.

### Screaming for VengeanceіDefenders of the Faith(1982—1985)

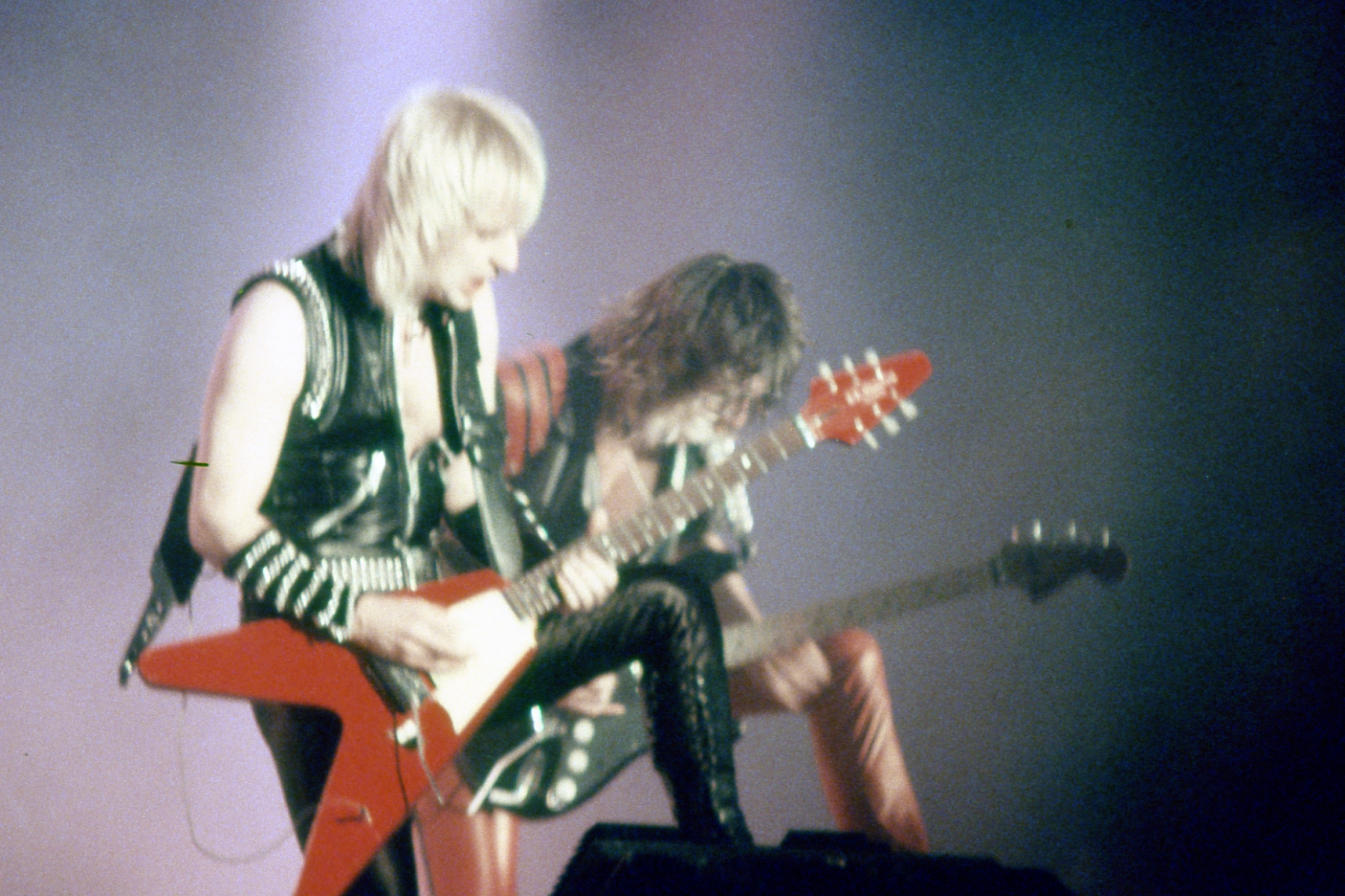
Даунінг і Тіптон на концерті в Сан-Себастьяні під час туру Metal Conqueror Tour 3 лютого 1984 року

Другий «провальний» альбом міг би покласти край гуртові, тому наступна за Point of Entry платівка записувалася (знову ж на Ібіці) дуже довго. Лише коли гурт був повністю задоволений записаним матеріалом, його відправили на мікшування під Флориду. Результатом копіткої праці гурту та численних людей, які взяли участь у роботі над записом, став новий альбом Screaming for Vengeance. До моменту виходу платівки перерва в діяльності Judas Priest тривала уже півроку. Для концертів гурту були підготовлені нові декорації гігантських розмірів, і Роб Гелфорд згодом згадував, що дивувався, як робітники встигали розбирати та збирати їх кожний концерт.
Гастролі почалися в серпні з концерту в штаті Пенсільванія. Спочатку передбачалося, що турне триватиме до грудня, проте виданий Screaming for Vengeance дуже добре продавався і увійшов до Топ 20 американських чартів, внаслідок чого було вирішено продовжити гастролі і після Нового року. Платівка до цього часу отримала статус «золотої». Однією з головних причин успіху альбому стало те, що композиція «You've Got Another Thing Comin'» (на яку було знято кліп) увійшла в ротацію музичного телеканалу MTV, який вже активно працював до цього часу. Концерти, які пройшли в більш ніж ста містах США, закінчилися лише в березні 1983 року. Останній концерт турне відбувся на Гаваях. Після чого група отримала дуже гарну звістку від звукозаписної компанії: було продано понад 1 млн копій альбому, і він став «платиновим» в США за сертифікації RIAA. До цього часу в гурту з'явилися проблеми з менеджментом. У якийсь момент менеджера у гурту не було взагалі, що зобов'язувало учасників займатися крім концертної діяльності також і телефонними дзвінками, фінансовими справами та улагоджуванням конфліктів. Проблема була вирішена до травня 1983 року, коли місце менеджера Judas Priest зайняв Білл Карбешлі.
Контракт із звукозаписною компанією зобов'язував гурт якнайскоріше випустити новий альбом. Місцем запису нової платівки знову стала Ібіца. На створення і запис десяти пісень для нового альбому у гурту пішло все літо 1983 року. Після запису окремих партій гурт вирушив до Флориди для мікшування майбутньої платівки. Лише під час мікшування пісні «Defenders of the Faith» альбом отримав свою назву. Гурт не з'являвся у Великій Британії з 1981 року, з часів гастролей на підтримку Point of Entry, тому вирішено було дати кілька концертів у себе на батьківщині. Під час репетицій в Лондоні був знятий кліп на пісню «Freewheel Burning», яка згодом вийшла як сингл. Defenders of the Faith вийшов у січні 1984 року. Критики та шанувальники захоплено прийняли альбом. Розпочалося європейське турне, концерти в рамках якого пройшли у Франції, Німеччині, Іспанії, скандинавських країнах. В березні гурт вирушив гастролювати в США разом з такими відомими колективами як Van Halen, Scorpions і Оззі Осборн. Сцена, на якій виступав гурт, оформлялася в дусі обкладинки альбому Defenders of the Faith: елементом її декорації став Металліан, запозичений з обкладинки альбому персонаж: гібрид танка, вусатого лева і гігантської корови. Роб Гелфорд згодом згадував, що подібне оформлення сцени було дуже дорогим, але принцип гурту з самих ранніх днів свідчив: «Гроші, зароблені на концертах, вкладати в нові концерти». Після концертів у США, Японії та Австралії весь 1985 рік гурт провів в студії. Єдиним концертом, на якому з'явилися Judas Priest, був Live Aid 13 липня, велика благодійна акція на користь голодуючих Ефіопії.

### TurboіRam It Down(1986—1989)
Після довгого перебування у Сполучених Штатах музика гурту зазнала американських віянь. Звучання альбому Turbo, що вийшов у квітні 1986 року, помітно відрізнялося від попередніх робіт Judas Priest: крім звичайних електрогітар Даунінг та Тіптон грали також на гітарному синтезаторі. Думки фанатів з цього приводу розділилися. Багато хто не були готові прийняти синтезаторне звучання, проте Роб Гелфорд в інтерв'ю стверджував, що і з синтезаторами можна домогтися важкого метал-звучання. Judas Priest був одним з перших гуртів, які втілили в життя ідею використання синтезаторів. Деяких критиків не задовольнили також і тексти пісень альбому, які стали простішими та прямолінійними. Запис альбому проходив гладко, гурт записав 18 пісень та хотіли випустити подвійний альбом під робочою назвою Twin Turbos, але в ті часи подвійні альбоми були набагато дорожче звичайних та реліз одного приніс би менше доходів. Гурт навіть хотів випустити альбом подвійним за ціною звичайного, але звукозаписна компанія CBS відмовила їм у цьому. На пісні «Turbo Lover» і «Locked In» були зняті кліпи. Попри те, що Judas Priest знали як любителів мотоциклів Harley-Davidson, мотоцикли в кліпах були марки Honda. На підтримку альбому в травні стартував тур «Fuel For Life». Після концертів у США та Канаді пройшли гастролі по Європі, Японії: музиканти виступили практично у всіх західноєвропейських країнах, крім Великої Британії, де альбом продавався вкрай погано. Прикінцевими концертами турне Fuel For Life на підтримку Turbo стали п'ять виступів в Японії.

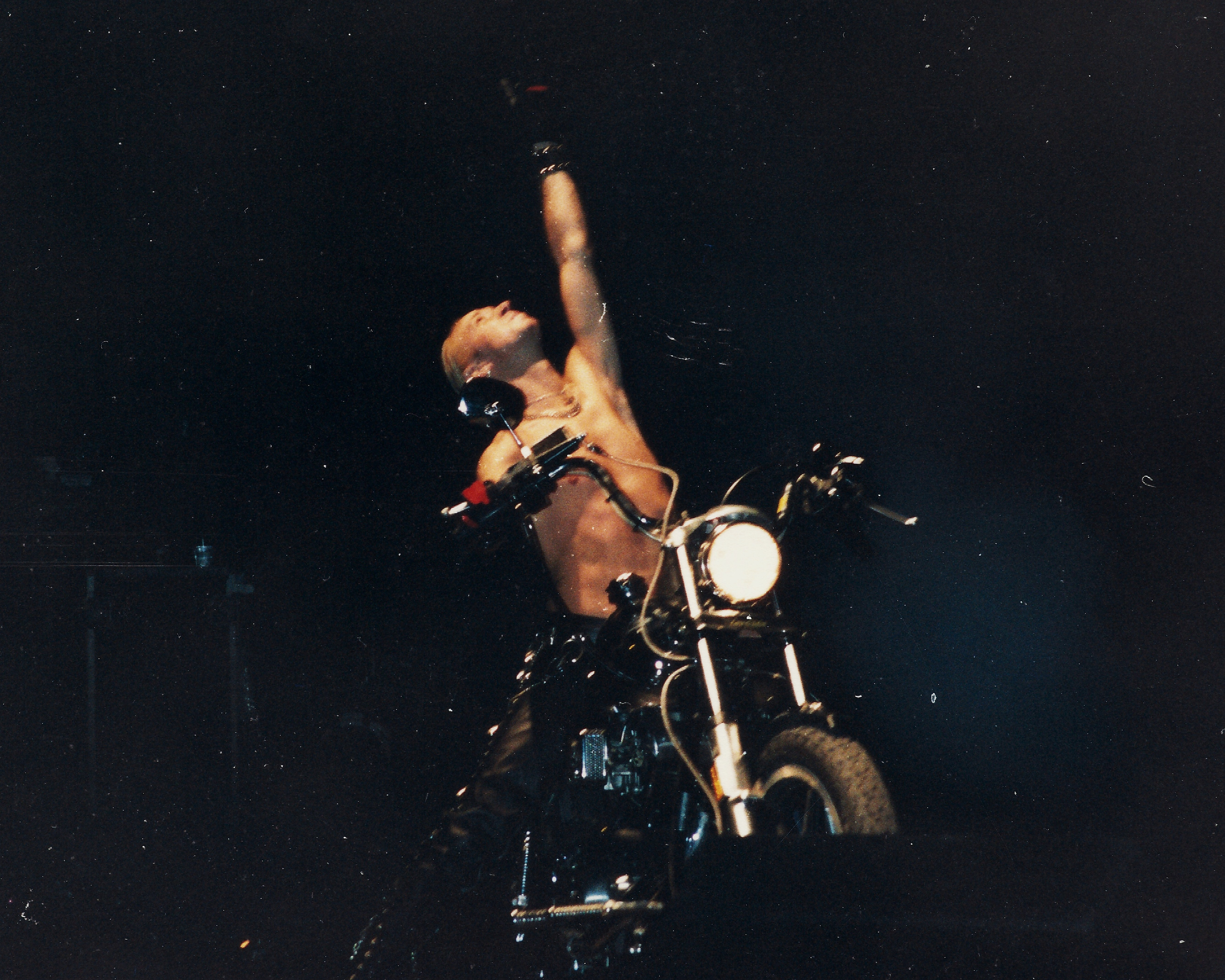
Роб Галфорд в 1988 році. Однією з «візитних карток» гурту був виїзд Гелфорда на мотоциклі.

Результатом минулого туру став подвійний концертний вініл Priest...Live!, що з'явився у продажу в червні 1987 року, на додачу до якого вийшло концертне відео під такою ж назвою, що фіксує виступ в Далласі, Техас. На підтримку нових релізів був зроблений незвичайний промотур: музиканти гастролювали по невеликих клубах, де демонстрували концертне відео та спілкувалися з шанувальниками.
Наступний альбом був записаний в Данії та отримав назву Ram It Down. Альбом включав переважно пісні з «металевої» тематикою, включаючи «Monsters of Rock», ім'ям якої передбачалося назвати альбом. Однак музиканти порахували цю назву не настільки оригінальною як Ram It Down. 7 травня в Стокгольмі було дано перший концерт європейського туру на підтримку нової платівки. Вперше за довгий час Judas Priest вирушили на гастролі до Великої Британії, де крім Лондона, Манчестера та Единбурга відвідали також рідний Бірмінгем. Під час американської частини турне покинути гурт вирішив Дейв Голланд. За його власними словами, він не витримував напруги гастрольного графіка і був не в змозі викладатися на концертах настільки, наскільки цього було потрібно. Однак барабанщик не кинув гурт серед турне та погодився залишитися аж до останнього концерту, після якого і розлучився з колективом. Для пошуку заміни Голланду музиканти оголосили конкурс, де мали намір знайти молодого барабанщика, що використовує техніку подвійної бас-бочки. У результаті на місце нового барабанщика запросили Скотта Тревіса.

### Судовий процес,Painkiller, відхід Гелфорда (1990—1992)
З новим ударником гурт взявся за запис чергового альбому, продюсером якого цього разу виступив Кріс Цангарідес, який виступав у ролі звукорежисера на альбомі Sad Wings of Destiny. Відмову від продовження роботи з Томом Алломом Роб Хелфорда пояснював так: «З Томом за довгі роки нас зв'язала фантастична дружба, але в той же час, всі ми відчували, що настав час змін. Нам були потрібні свіжі ідеї, новий звук, нові можливості. Ми вирішили, що це робота для Кріса».
У липні 1990 року гурт був втягнутий в судовий процес у зв'язку зі звинуваченнями в підбурюванні до самогубства, який не тільки став підставою для відстрочення виходу Painkiller, але також міг завершити кар'єру Judas Priest. Трагічні події, які призвели Judas Priest на лаву підсудних, розігралися 23 грудня 1985 року, коли двоє підлітків, 20-річний Джеймс Вейнс і 18-річний Реймонд Белкнеп, прийнявши дозу наркотиків і алкоголю, взяли з собою зброю і пішли до місцевої церкви. Пострілявши по вікнах, 18-річний Реймонд вистрілив з обріза собі в голову, від чого помер на місці. Джеймс Вейнс послідував його прикладу, однак після пострілу залишився живий, хоча дріб, який пройшов повз мозку, сильно спотворив його обличчя: хлопець позбувся щелепи, носа і губ. Через три роки Джеймс Вейнс помер у лікарні, прийнявши смертельну дозу знеболюючого, однак перед цим він заявив, що на спробу суїциду, серед іншого, його спровокувала також пісня Judas Priest «Better By You, Better Than Me» з альбому Stained Class, при прослуховуванні певного відрізка якої в зворотному порядку можна почути заклик «Do it» («укр. Зроби це»). Через місяць суд закрив справу і зняв обвинувачення з гурту.
У вересні 1990 року був виданий альбом Painkiller. Альбом став знаковим не тільки для гурту, але й для жанру метал в цілому. Слідом за випуском альбому тур супроводжувався участю таких команд на розігріві, як Testament, Pantera, Sepultura і Megadeth, кульмінаційним моментом гастролей став концерт на фестивалі Rock in Rio в Бразилії.
Після закінчення туру в підтримку альбому Painkiller у липні 1992 року Роб Гелфорд оголосив про створення сайд-проєкту Fight, в якому збирався реалізувати ті свої музичні ідеї, які не могли втілитися в життя в рамках Judas Priest. Музикант збирався повернутися в рідний колектив після випуску альбому і гастролей з новим гуртом. Однак звукозаписна компанія Judas Priest, Columbia Records, заявила, що не зацікавлена у новому проєкті Гелфорда, з яким у неї раніше був укладений контракт. У відповідь вокаліст 4 липня 1992 року в ефірі американського MTV оголосив про те, що покидає гурт і розриває контракт з Columbia. Через два роки Гелфорд так жодного разу і не зв'язався зі своїми колишніми колегами, повідомивши їх про свій відхід факсом. Тоді однією з головних причин відходу з гурту він назвав «постійну гризню між Тіптоном і Даунінгом».

### Гурт з Тімом Овенсом (1996—2003)

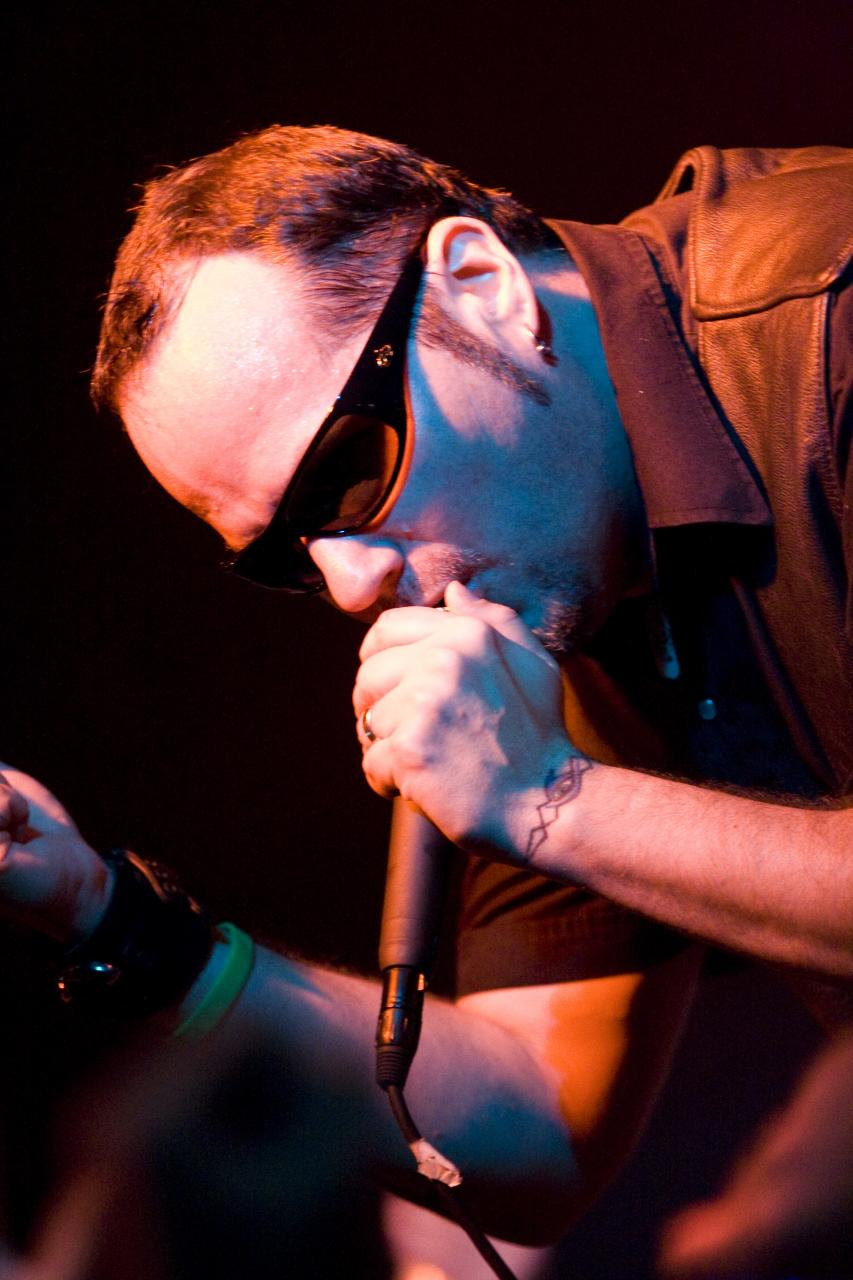
Тім Овенс на концерті в Сан-Паоло, 2009

Провівши довгий час у пошуках нового вокаліста, гурт знайшов вихід зі становища в особі американця Тіма Овенса, що виконував в клубах кавер-версії Judas Priest. Поява Овенса значно змінила творчу лінію гурту: музика стала «важче» (наблизилася до стандартів треш-металу), вокальні партії в піснях стали простіше. Оновленим складом гурт записав два альбоми: Jugulator (1997) і Demolition (2001). Пісня «Blood Stained» з Jugulator увійшла до саундтреку для фільму «Наречена Чакі» (1998), а інша пісня, «Bullet Train», була номінована на премію Греммі, однак програла композиції Metallica «Better Than You».
Перед виходом другого релізу гурт близько трьох років провів в студії, разом з тим намагаючись знайти лейбл для випуску чергового альбому. Приблизно в той же час, восени 1999 року, з'явилася інформація про підготовлюваний вихід кінострічки, присвяченій долі Тіма Овенса і його приєднання до Judas Priest. Ідея фільму була основана на статті в The New York Times, опублікованій в серпні 1997 року («Metal Head Becomes a Metal God», яка розповідала реальну історію Тіма «Різника» Овенса. Одна телекомпанія викупила у журналу права на статтю і інтерв'ю Овенса, отримавши таким чином одноосібні права на кінострічку. Спочатку фільм мали намір назвати Metal God, проте Гелфорд пред'явив авторські права на цю назву, і фільм довелося перейменувати в «Рок-зірка». Не визнаючи спочатку фільму як відображення дійсних подій, музиканти остаточно відмовилися визнавати будь-які аналогії, побачивши його остаточну версію.
У тому ж 2001 році компанії Columbia/Sony запланували перевидати весь бек-каталог Judas Priest в три етапи, додаючи до альбомів бонусні матеріали (дві які випущені композиції на кожен перевиданий альбом, серед них - концертні записи). Увінчав перевидання бокс-сет Metalogy, що вийшов 2004 року.

### Возз'єднання з Гелфордом.Angel of Retribution(2003—2006)
Довгий час Гелфорд стверджував, що не збирається повертатися в Judas Priest, проте в січні 2003 року барабанщик Скотт Тревіс публічно зізнався в інтерв'ю журналу Brave Words & Bloody Knuckles: «Ми сподіваємося, Роб возз'єднається з гуртом і ми вирушимо в турне цього літа. Тепер все залежить від нього, він повинен ухвалити рішення». Після появи в пресі заяви барабанщика зі спростуванням будь-якої можливості возз'єднання виступили як менеджер Judas Priest, так і сам Гелфорд. Однак незабаром з'ясувалося, що чутки про повернення «Бога Металу» не були безпідставними: 11 липня 2003 року гурт Judas Priest офіційно оголосив про возз'єднання з Робертом Гелфордом. Як зізнався згодом сам вокаліст, думки про повернення в Judas Priest вперше відвідали його ще під час роботи над першим альбомом гурту Fight. Тоді Гелфорд через людину, добре обізнану як з ним, так і з іншими учасниками Judas Priest, запропонував своїм колишнім колегам продовжити співпрацю, але отримав відмову. Через кілька років, коли Даунінг, Гілл і Тіптон зібралися в особняку Гелфорда, щоб обговорити пропозицію компанії Sony про випуск бокс-сету Metalogy, ідея про возз'єднання прозвучала знову, цього разу її висловив Джейн Ендрюс, менеджер Гелфорда. Пропозиція отримала підтримку з боку всіх учасників переговорів, і незабаром музиканти почали розробляти плани на спільне творче майбутнє.
У 2004 році учасники Judas Priest провели світове турне, в ході якого виступили хедлайнерами на фестивалі Ozzfest. На початку 2005 року разом з Гелфорд гурт випустив альбом Angel of Retribution. Тім Овенс, який мирно покинув колектив, не залишився без роботи, а перейшов у американський метал-гурт Iced Earth, з якої, ще перебуваючи у складі Judas Priest, мав намір записати альбом The Glorious Burden. У березні 2005 року Оуенс оголосив про створення сольного проєкту Beyond Fear. Втім, і ця музична формація не стане для нього стабільним місцем роботи і наступні кілька років музикант проведе, поперемінно беручи участь у різних проєктах: буде виступати в гурті Інгві Мальмстіна, випустить альбом під власним ім'ям, а в 2009 році стане учасником супергуртів Charred Walls of the Damned і HAIL!.
У квітні 2006 року в пресі з'явилася заява музикантів про створення гуртом нового, цього разу концептуального альбому, в основу сюжету якого була покладена історія про Мішеля Нострадамуса, французького провидця XVI століття. Ідея написання концептуального альбому прийшла з боку менеджера гурту Білла Карбішлі. На спільному обіді з гуртом під час закінчення Retribution tour він згадав успіх своїх колишніх підопічних The Who і їх успіх з рок-оперою Tommy і запропонував як сюжет історію відомого середньовічного віщуна. Ідею відразу ж схвалили учасники гурту. Весну і літо 2006 року музиканти провели у роботі над новим альбомом, єдиним їхнім виступом за цей час була поява на церемонії VH1 Rock Honors.

### Nostradamus(2006—2010)
10 квітня 2008 року Blabbermouth.net повідомив, що новий альбом буде виданий в Німеччині 13 червня поточного року, в Європі 16 червня, а днем пізніше в Сполучених Штатах. Колектив потім оголосив через власний вебсайт 22 листопада 2007 року, що гурт буде проводити гастролі в підтримку альбому Nostradamus. Тур стартував у Гельсінкі, Фінляндія, 3 червня 2008 року і пройшов через Європу, Північну Америку, Австралію, Південну Корею, Японію. Через кілька тижнів він продовжився в Мексиці, Колумбії, Бразилії та Аргентині. На початку 2009 року музиканти продовжують гастролювати: в їх планах виступи у Великій Британії та інших країнах Західної Європи.
У грудні 2008 року Judas Priest були номіновані відразу на дві номінації на Греммі (Краще хард-рок-виконання — Visions і Краще метал-виконання — Nostradamus (сингл)), однак статуетки не отримали.

### Відхід Даунінга і Epitaph World Tour (2010—2011)
Judas Priest 7 грудня 2010 року оголосив, що їхній світовий тур Epitaph стане прощальним туром гурту і триватиме до 2012 року. 27 січня 2011 року було оголошено, що Judas Priest перебуває у процесі написання нового матеріалу. Гурт також уточнив свої плани на майбутнє, сказавши: «Це ще не кінець гурту. Насправді ми зараз пишемо новий матеріал, але маємо намір, щоб це було останнім великим світовим туром». Виступаючи на прес-конференції в Лос-Анджелесі 26 травня про новий матеріал, Гленн Тіптон сказав: «Це досить неоднозначний матеріал. Справді, у цьому альбомі більше настроїв. Певним чином, я вважаю, це також наш прощальний альбом, хоча це може бути не останнім. Там є кілька гімнів, які віддають належне нашим фанатам».
20 квітня 2011 року було оголошено, що К. К. Даунінг пішов із групи і не завершить світовий тур Epitaph. Даунінг вказав на розбіжності з гуртом і керівництвом, а також на розрив у їхніх стосунках. Річі Фолкнер, гітарист гурту Лорен Харріс, був оголошений як його заміна у світовому турі Epitaph. Після виходу Даунінга на пенсію басист Ян Гілл залишився єдиним із засновників гурту, що продовжував залишатись у команді.

### Redeemer of Souls(2011–2015)
У серпні 2011 року в інтерв’ю Billboard Гелфорд пояснив, що у нього та Тіптона було «розроблено приблизно 12 або 14 треків» для нового студійного альбому, чотири з яких уже записані та зміксовані. Гурт вирішив не поспішати з альбомом, а Гелфорд пояснив: «Я вважаю, що він буде готовий, коли він буде готовий ... Я не думаю, що ми будемо слабшати".
5 червня 2013 року Гелфорд підтвердив, що світовий тур Epitaph не буде останнім туром гурту. 22 грудня Judas Priest опублікували коротке різдвяне повідомлення на своєму офіційному сайті, в якому підтвердили, що вони випустять свій наступний альбом у 2014 році.
17 березня 2014 року на церемонії вручення премії Ronnie James Dio Awards в Лос-Анджелесі Гелфорд оголосив про завершення 17-го студійного альбому гурту. Redeemer of Souls вийшов 8 липня 2014 року. Його було продано у кількості близько 32 000 копій у Сполучених Штатах за перший тиждень випуску. Гурт вирушив у тур на підтримку альбому, який тривав з 1 жовтня 2014 року по 17 грудня 2015 року. Тур «Redeemer of Souls» призвів до виходу шостого концертного альбому Battle Cry, який вийшов 25 березня 2016 року після запису на Wacken Open Air. фестиваль у Німеччині 1 серпня 2015 року.

### Firepowerі відхід Тіптона з гастролей (2015–2019)
В інтерв’ю Reverb.com у листопаді 2015 року Річі Фолкнер сказав, що гурт розпочне роботу над своїм вісімнадцятим студійним альбомом у 2016 році. Під час інтерв’ю на виставці Rock 'n' Roll Fantasy Camp у 2016 році Гелфорд висловив невдоволення створенням альбому, схожого на Redeemer of Souls. Фолкнер тоді заявив, що гурт почне записуватись у січні 2017 року, а також сказав, що вони не підуть у тур до 2018 року.
У березні 2017 року гурт розпочав процес запису альбому, за підтримки давнього продюсера Тома Аллома, а також колишнього гітариста та продюсера Sabbath Енді Сніпа та інженера Майка Ексетера, які працювали з гуртом над попереднім альбомом. Це було вперше після Ram It Down 1988 року, коли вони працювали з Алломом. Вісімнадцятий альбом Firepower вийшов 9 березня 2018 року, після чого відбулося світове турне, яке розпочалося в Північній Америці у спроводі Saxon і Black Star Riders.
12 лютого 2018 року Гленн Тіптон повідомив, що хворий на хворобу Паркінсона і змушений відмовитись від гастролей. За словами гурту, прогресування хвороби лишило його можливості грати складніший матеріал. Тіптон заявив, що все ще залишається учасником гурту, попри діагноз, і не виключає майбутніх виступів на сцені. Тоді Енді Сніп був оголошений його заміною в турі. На шоу 20 березня 2018 року в Ньюарку, штат Нью-Джерсі, Тіптон приєднався до гурту на сцені, щоб виконати декілька пісень. Він продовжував виступати на біс протягом решти світового туру Firepower.

### Майбутній 19-й студійний альбом і 50-річчя гурту (2019 – дотепер)
У березні 2019 року в інтерв’ю Роб Гелфорд заявив, що Judas Priest «безперечно» випустить новий студійний альбом у майбутньому і що Тіптон вже почав складати рифи. 15 січня 2020 року Фолкнер повідомив у Twitter, що він, Тіптон і Хелфорд зустрінуться в лютому 2020 року, щоб розпочати роботу над наступним альбомом. Гелфорд підтвердив, що Енді Сніп і Том Аллом повернуться, щоб зробити внесок у роботу над альбомом.
Спочатку планувалося, що Judas Priest розпочне тур 50 Heavy Metal Years Tour у 2020 році в Європі та Північній Америці, але його перенесли на 2021 рік через пандемію COVID-19, а його європейський етап був перенесений на 2022 рік. Гурт повернувся на сцену 15 серпня 2021 року, коли виступив хедлайнером фестивалю Bloodstock Open Air, де до виступу знову приєднався Тіптон для виконання пісень на біс. Тур розпочався 8 вересня, однак, решта туру США була відкладена, оскільки Фолкнера госпіталізували через серйозні проблеми з серцем. Тур був перенесений на весну 2022 року з Queensrÿche в якості гурту підтримки, тоді як європейський етап з Оззі Осборном був перенесений на 2023 рік.
Стосовно музичного напряму нового альбому, Фолкнер сказав, що він буде мати прогресивніший підхід, ніж Firepower. У червні 2022 року Хелфорд повідомив, що альбом не вийде раніше 2023 або 2024 року.
5 листопада 2022 відбулася церемонія введення Judas Priest до Зали слави рок-н-ролу, на якій вони виконали три пісні.

## Стиль, витоки
Згідно з висловлюваннями учасників Judas Priest, на початковому етапі кар'єри на їх музичний стиль вплинули такі колективи, як Cream, John Mayall & the Bluesbreakers, Queen і Fleetwood Mac. Даунінг неодноразово заявляв, що на нього сильний вплив справив Джиммі Гендрікс і Рорі Галлахер, на Тіптона в ранні роки його гри вплинули Ерік Клептон, Джон Майал, Леслі Вест, Пол Коссоф, Пітер Грін і Рорі Галлахер. Прикладом вокальної майстерності для Гелфорда були Френк Сінатра, Девід Байрон з Uriah Heep, Роберт Плант з Led Zeppelin. Вплив на гру Єна Гілла справив басист Cream Джек Брюс.
Стилістично Judas Priest відносять до жанру хеві-метал. Самі учасники гурту також неодноразово заявляли про те, що їх музика і є самий справжній хеві-метал, хоча одночасно і протиставляли свою творчість металу 1970-х років, як Black Sabbath. Звучання колективу не було статичним протягом усіх 40 років їх кар'єри і пройшло довгий шлях від впливу прог-рока на перших альбомах до треш-метала часів участі в гурті Тіма Овенса. Не змінюючи свого класичного звучання, гурт не цурався застосування інновацій у своєму звучанні: так, їх альбом Turbo став першим метал альбомом, на якому були застосовані гітарні синтезатори.

## Вплив
Judas Priest впливали на багатьох метал-виконавців починаючи з кінця 1970-х років. MTV назвав їх другою «найбільшою метал-групою» всіх часів (після Black Sabbath), а VH1 у 2010 році помістив гурт на 78-му сходинку у списку найкращих виконавців усіх часів. Judas Priest  були номіновані на вступ до Зали слави рок-н-ролу у 2018 році, але були обігнані під час голосовуання.
Багато метал-гуртів назвали себе на честь класичних пісень та альбомів Judas Priest, зокрема Sinner, Exciter, Rage, Running Wild, Steeler та Tyrant.
Окрім звучання, Judas Priest також знаний як революціонер у хеві-метал моді. У перші роки існування гурту вони одягалися в костюми 1970-х років у стилі хіпі, але в міру того, як десятиліття наближалося до кінця, підйом панк-року зробив цей образ застарілим, тому гурт почав носити спрощені гардероби під час свого туру 1978 року. Під час туру 1979 року Хелфорд прийняв свій нині фірмовий стиль шкіри та шипів, натхненний панк-модою та шкіряною культурою. Решта гурту прийняла подібний стиль, який став помітним під час їх релізу 1978 року Killing Machine. Цей стиль згодом прийняли багато хеві-метал-гуртів на початку 1980-х, особливо гурти NWOBHM і раннього блек-металу.  Сьогодні нерідко можна зустріти метал-артистів і слухачів жанру, які так виглядають на концертах.

## Виступи в Україні
Вперше гурт виступив у 2005 році у Палаці Спорту в рамках європейського туру на підтримку останнього альбому «Angel Of Retribution». Вдруге — також у Києві 16 квітня 2012 року також у Києві  в рамках європейської частини прощального туру «Epitaph». Концерт запланований на 8 червня 2020 року не відбувся через пандемію коронавірусної хвороби. За два роки концерт в рамках «50 Heavy Metal Years» знову було анонсовано на 1 червня 2022 року, але скасовано через російське вторгнення.

## Учасники гурту
| - Роб Гелфорд — вокал (1973—1992, з 2003 року) - Гленн Тіптон — гітара, клавішні, бек-вокал (з 1974 року) - Річі Фолкнер — гітара (з 2011 року) - Іен Гілл — бас-гітара (з 1970 року) - Скотт Тревіс — ударні (з 1989 року) | - К. К. Даунінг — гітара (1970—2011) - Ел Аткінс — вокал (1970—1973) - Джон Елліс — ударні (1970—1971) - Кріс Кампбелл — ударні (1971—1973) - Джон Гінч — ударні (1973—1975) - Алан Мур — ударні (1971, 1975—1976) - Лес Бінкс — ударні (1977—1979) - Дейв Голланд — ударні (1979—1989) - Тім Овенс — вокал (1996—2003) |

## Концертні тури
- Judas Priest Tour (1969)
- The Return of the Priest Tour (1970—1971)
- Whiskey Woman Tour (1972)
- Never Turn Your Back on a Friend Tour (1973)
- Gull Records Tour (1974)
- Rocka Rolla Tour (1974)
- Sad Wings of Destiny Tour (1975—1976)
- Sin After Sin Tour (1977)
- Stained Class Tour (1978)
- Hell Bent for Leather Tour (1978—1979)
- British Steel Tour (1980)
- World Wide Blitz Tour (1981)
- World Vengeance Tour (1982—1983)
- Metal Conqueror Tour (1984)
- Live Aid (1985)
- Fuel for Life Tour (1986)
- Mercenaries of Metal Tour (1988)
- Painkiller Tour (1990)
- Operation Rock 'N' Roll Tour 1991
- Jugulator World Tour (1998)
- Demolition World Tour (2001—2002)
- Reunited Summer Tour (2004)
- Ozzfest Tour (2004)
- Retribution World Tour (2004—2005)
- 2008/2009 World Tour (2008—2009)
- Epitaph World Tour (2011—2012)
- Redeemer of Souls Tour (2014—2015)
- 50 Heavy Metal Years Tour (2021-дотепер)

## Дискографія
Студійні альбоми
- Rocka Rolla (1974)
- Sad Wings of Destiny (1976)
- Sin After Sin (1977)
- Stained Class (1978)
- Killing Machine (1978)
- British Steel (1980)
- Point of Entry (1981)
- Screaming for Vengeance (1982)
- Defenders of the Faith (1984)
- Turbo (1986)
- Ram It Down (1988)
- Painkiller (1990)
- Jugulator (1997)
- Demolition (2001)
- Angel of Retribution (2005)
- Nostradamus (2008)
- Redeemer of Souls (2014)
- Firepower (2018)
- Invincible Shield (2024)

## Номінації та нагороди
| Рік  | Нагорода        | Категорія                | Номінант              | Результат           | Виноски |
| ---- | --------------- | ------------------------ | --------------------- | ------------------- | ------- |
| 1991 | Греммі          | Найкраще метал-виконання | Painkiller            | Номінація           |         |
| 1999 | Греммі          | Найкраще метал-виконання | «Bullet Train»        | Номінація           |         |
| 2007 | Kerrang! Awards |                          | Judas Priest          | Введено в Зал слави |         |
| 2010 | Греммі          | Найкраще метал-виконання | «Dissident Aggressor» | Перемога            | [ 115 ] |
| 2015 | Kerrang! Awards | Натхнення Kerrang!       |                       | Перемога            |         |

## Виноски
1. ↑  J.C. Macek III. (1 червня 2015). An Interview with Judas Priest's Ian Hill (англ.) . PopMatters. Архів оригіналу за 24 вересня 2015. Процитовано 9 серпня 2015.
2. 1 2 3 4  Popoff, 2007, с. 3.
3. ↑  Popoff, 2007, с. 2.
4. 1 2 3  Popoff, 2007, с. 4.
5. 1 2 3 4 5  Popoff, 2007, с. 5.
6. 1 2 3 4  Popoff, 2007, с. 8.
7. ↑  Behind the Music, 2001, 11:09.
8. 1 2 3 4 5 6  Popoff, 2007, с. 11.
9. ↑  Behind the Music, 2001, 10:57.
10. ↑  Popoff, 2007, с. 17.
11. ↑  Popoff, 2007, с. 13.
12. ↑  Popoff, 2007, с. 32.
13. ↑  Popoff, 2007, с. 31—32.
14. 1 2  Popoff, 2007, с. 26.
15. ↑  Behind the Music, 2001, 14:05.
16. ↑  Popoff, 2007, с. 30.
17. ↑  Popoff, 2007, с. 39.
18. ↑  Behind the Music, 2001, 14:10.
19. 1 2  Behind the Music, 2001, 14:38.
20. ↑  Popoff, 2007, с. 43.
21. ↑  Sin Sells. Billboard (англ.) . Т. 89, № 24. 18 червня 1977. с. 5. ISSN 0006-2510. Архів оригіналу за 4 березня 2016. Процитовано 9 серпня 2015.
22. ↑  Popoff, 2007, с. 55.
23. ↑  Popoff, 2007, с. 58.
24. ↑  Popoff, 2007, с. 57.
25. ↑  Behind the Music, 2001, 17:26.
26. ↑  Popoff, 2007, с. 63.
27. 1 2  Popoff, 2007, с. 76.
28. ↑  Popoff, 2007, с. 77.
29. ↑  Popoff, 2007, с. 70.
30. ↑  Popoff, 2007, с. 70-72.
31. ↑  Popoff, 2007, с. 82.
32. ↑  Popoff, 2007, с. 80.
33. 1 2  Popoff, 2007, с. 79.
34. ↑  Behind the Music, 2001, 18:24.
35. ↑  Popoff, 2007, с. 91.
36. ↑  Popoff, 2007, с. 100-101.
37. ↑  Popoff, 2007, с. 100, 105.
38. ↑  Дэйв Линг. (Жовтень 2001). Judas Priest. Как закалялась сталь. Classic Rock (рос.) . № 5. с. 48—55. Архів оригіналу за 10 березня 2016. Процитовано 6 березня 2016.
39. 1 2  Popoff, 2007, с. 109.
40. ↑  Popoff, 2007, с. 101.
41. ↑  Popoff, 2007, с. 112.
42. ↑  Popoff, 2007, с. 107.
43. ↑  Popoff, 2007, с. 121.
44. ↑  Popoff, 2007, с. 122.
45. 1 2 3  Popoff, 2007, с. 126.
46. 1 2 3 4  Popoff, 2007, с. 126, 131.
47. 1 2  Popoff, 2007, с. 137.
48. ↑  Popoff, 2007, с. 134.
49. ↑  Popoff, 2007, с. 129.
50. ↑  Popoff, 2007, с. 154.
51. 1 2  Popoff, 2007, с. 143-144.
52. 1 2  Popoff, 2007, с. 144.
53. ↑  Popoff, 2007, с. 145-146.
54. ↑  Popoff, 2007, с. 138.
55. ↑  Popoff, 2007, с. 144, 156.
56. ↑  Popoff, 2007, с. 150.
57. 1 2  Popoff, 2007, с. 183.
58. 1 2 3  Popoff, 2007, с. 162.
59. ↑  Popoff, 2007, с. 165.
60. ↑  Popoff, 2007, с. 168.
61. ↑  Popoff, 2007, с. 186.
62. ↑  Popoff, 2007, с. 185.
63. ↑  Popoff, 2007, с. 190.
64. 1 2 3 4 5  Popoff, 2007, с. 197.
65. ↑  Popoff, 2007, с. 209.
66. ↑  Popoff, 2007, с. 204.
67. ↑  Popoff, 2007, с. 206.
68. ↑  Behind the Music, 2001, 27:13.
69. ↑  Behind the Music, 2001, 30:47.
70. ↑  Popoff, 2007, с. 216.
71. ↑  Behind the Music, 2001, 32:52.
72. ↑  Behind the Music, 2001, 33:43.
73. ↑  Behind the Music, 2001, 35:05.
74. ↑  Popoff, 2007, с. 251.
75. 1 2  Popoff, 2007, с. 331.
76. ↑  Popoff, 2007, с. 317.
77. ↑  Popoff, 2007, с. 332.
78. ↑  Popoff, 2007, с. 31.
79. ↑  BLABBERMOUTH.NET - JUDAS PRIEST Announces Farewell 'Epitaph' Tour. archive.ph. 2 травня 2013. Архів оригіналу за 2 травня 2013. Процитовано 29 червня 2022.
80. ↑  BLABBERMOUTH.NET - JUDAS PRIEST Working On New Material. archive.ph. 2 травня 2013. Архів оригіналу за 2 травня 2013. Процитовано 29 червня 2022.
81. ↑  BLABBERMOUTH.NET - JUDAS PRIEST: More Video Footage Of Los Angeles Press Conference. web.archive.org. 20 серпня 2011. Архів оригіналу за 20 серпня 2011. Процитовано 29 червня 2022.
82. ↑  JudasPriest.com :: News - K.K. DOWNING retirement Press Release. archive.ph. 19 липня 2012. Архів оригіналу за 19 липня 2012. Процитовано 29 червня 2022.
83. ↑  BLABBERMOUTH.NET - JUDAS PRIEST Singer Says '12 Or 14' Songs Have Bee…. archive.ph. 1 лютого 2013. Архів оригіналу за 1 лютого 2013. Процитовано 29 червня 2022.
84. ↑  Graff, Gary; Graff, Gary (6 серпня 2012). Judas Priest Hints at New Music for 2013. Billboard (амер.). Процитовано 29 червня 2022.
85. ↑  Bravewords.com > News > JUDAS PRIEST's Rob Halford, Richie Faulkner Talk Epitaph, 40th Anniversary - "It's Not The End Of Touring; We Are Still Going To Be Going Out There". web.archive.org. 12 червня 2013. Архів оригіналу за 12 червня 2013. Процитовано 29 червня 2022.
86. ↑  JudasPriest.com :: News - Christmas message. archive.ph. 25 грудня 2013. Архів оригіналу за 25 грудня 2013. Процитовано 29 червня 2022.
87. ↑  Staff, Loudwire StaffLoudwire. Rob Halford: New Judas Priest Album Is 'Finished'. Loudwire (англ.). Процитовано 29 червня 2022.
88. ↑  Spotlight On: Judas Priest’s Richie Faulkner. reverb.com (англ.). 16 листопада 2015. Процитовано 29 червня 2022.
89. ↑  Wardlaw, Matt WardlawMatt. Judas Priest's Rob Halford Is 'Hell Bent' for Rock 'n' Roll Fantasy Camp: Exclusive Interview. Ultimate Classic Rock (англ.). Процитовано 29 червня 2022.
90. ↑  Blabbermouth (2 листопада 2016). JUDAS PRIEST To Begin Recording New Album In January; Next Tour To Start In 2018. BLABBERMOUTH.NET (англ.). Процитовано 29 червня 2022.
91. ↑  Blabbermouth (13 березня 2017). JUDAS PRIEST Taps Producers TOM ALLOM, ANDY SNEAP For New Album. BLABBERMOUTH.NET (англ.). Процитовано 29 червня 2022.
92. ↑  Blabbermouth (23 жовтня 2017). JUDAS PRIEST To Release 'Firepower' Album; North American Tour Announced. BLABBERMOUTH.NET (англ.). Процитовано 29 червня 2022.
93. ↑  Judas Priest's Glenn Tipton diagnosed with Parkinson's disease. the Guardian (англ.). 12 лютого 2018. Процитовано 29 червня 2022.
94. ↑  Blabbermouth (22 березня 2018). GLENN TIPTON On His Future Role With JUDAS PRIEST: 'It's A Question That I Can't Really Answer'. BLABBERMOUTH.NET (англ.). Процитовано 29 червня 2022.
95. ↑  Blabbermouth (10 березня 2019). ROB HALFORD: 'There's Definitely A New JUDAS PRIEST Album On The Way'. BLABBERMOUTH.NET (англ.). Процитовано 29 червня 2022.
96. ↑  Blabbermouth (16 січня 2020). RICHIE FAULKNER Has 'A Ton Of Ideas' For JUDAS PRIEST's Next Album. BLABBERMOUTH.NET (англ.). Процитовано 29 червня 2022.
97. ↑  Blabbermouth (7 травня 2020). JUDAS PRIEST To Re-Team With 'Firepower' Producers On Upcoming Album. BLABBERMOUTH.NET (англ.). Процитовано 29 червня 2022.
98. ↑  Blabbermouth (15 травня 2020). JUDAS PRIEST Reschedules '50 Heavy Metal Years' European Tour For 2021. BLABBERMOUTH.NET (англ.). Процитовано 29 червня 2022.
99. ↑  Staff, NextMosh (17 жовтня 2020). Judas Priest + Ozzy Osbourne UK/European tour rescheduled to 2022. NextMosh (амер.). Процитовано 29 червня 2022.
100. ↑  Blabbermouth (16 серпня 2021). JUDAS PRIEST Rejoined By Guitarist GLENN TIPTON For Band's First Performance In More Than Two Years (Video). BLABBERMOUTH.NET (англ.). Процитовано 29 червня 2022.
101. ↑  Lewrypublished, Fraser (27 вересня 2021). Judas Priest postpone US tour, Richie Faulkner hospitalised with heart problems. loudersound (англ.). Процитовано 29 червня 2022.
102. ↑  Judas Priest Announce Rescheduled 50th Anniversary Tour with Queensryche [UPDATED]. MetalSucks (англ.). 28 листопада 2021. Процитовано 29 червня 2022.
103. ↑  Trapp, Philip TrappPhilip. Ozzy Osbourne Again Postpones Tour With Judas Priest, Announces 2023 Dates. Loudwire (англ.). Процитовано 29 червня 2022.
104. ↑  Blabbermouth (16 лютого 2022). RICHIE FAULKNER Says Some Material JUDAS PRIEST Is Working On For Next Album Is 'A Bit More Progressive' Than 'Firepower'. BLABBERMOUTH.NET (англ.). Процитовано 29 червня 2022.
105. ↑  Rob Halford: No New Judas Priest Album Until 2023 or 2024. www.ultimate-guitar.com (англ.). Процитовано 29 червня 2022.
106. ↑  Mier, Kory Grow,Tomás; Grow, Kory; Mier, Tomás (6 листопада 2022). Judas Priest Joined By Estranged Members K.K. Downing, Les Binks at Rock & Roll Hall of Fame Induction: Watch. Rolling Stone (амер.). Процитовано 30 листопада 2022.
107. ↑  Popoff, 2007, с. 5, 16.
108. ↑  Popoff, 2007, с. 26, 33, 152.
109. ↑  Popoff, 2007, с. 12.
110. ↑  Seven Ages of Rock, 2007, 16:40.
111. ↑  MTVNews.com: The Greatest Metal Bands Of All Time. web.archive.org. 5 вересня 2011. Архів оригіналу за 18 грудня 2010. Процитовано 29 червня 2022. [Архівовано 2010-12-18 у Wayback Machine.]
112. ↑  Blabbermouth (13 грудня 2017). BON JOVI To Join ROCK AND ROLL HALL OF FAME; JUDAS PRIEST Fails To Make The Cut. BLABBERMOUTH.NET (англ.). Процитовано 29 червня 2022.
113. ↑  JUDAS PRIEST INFO PAGES - KILLING MACHINE. web.archive.org. 2 липня 2007. Архів оригіналу за 19 вересня 2008. Процитовано 29 червня 2022.
114. ↑  Sports, Palace of. JUDAS PRIEST заспівали в Палаці Спорту – Палац Спорту Київ – офіційна сторінка (укр.). Процитовано 8 липня 2022.
115. ↑  Past Winners Search (англ.) . Греммі. Архів оригіналу за 7 березня 2016. Процитовано 5 березня 2016.